# .ad
.ad（源自安道爾公國一词的加泰隆尼亞語：中“Andorra”的缩写“Ad”）為安道爾公國在互联网域名系统中拥有的國家及地區頂級域（ccTLD）。
同时由于ad是广告一词在英语中的翻译advertisement（也可以看作advert）的缩写，.ad域名也被用于广告或媒体公司的domain hack。

## 注册限制
根据注册局规定，域名分为商业用途和个人用途。

### 商业用途
商业用途的域名可选择二级域，即<xyz>.ad。

#### 商标类域名注册
1. 必须是安道尔境内的商标持有人，如果持有人不是安道尔居民，则必须向OMPA提出申请并获得批准。
2. 向安道尔国徽和国家标志办公室申请.ad域名使用，被申请的域名必须和商标名称一致。

#### 经营类域名注册
1. 必须是安道尔境内公司的持有人（意味着只有安道尔公民和在安超过20年居住的人士符合要求）。
2. 向安道尔国徽和国家标志办公室申请.ad域名使用，被申请的域名必须和公司名称一致。

### 个人用途
个人用途的域名只可选择三级域，即<xyz>.nom.ad或<xyz>.nombre.ad。
1. 向安道尔国徽和国家标志办公室申请.ad域名使用，被申请的域名必须和商标名称一致。
2. 获得一个IP地址，必须由安道尔电信，或其他经欧洲IP网络资源协调中心或互联网名称与数字地址分配机构批准的本地网络运营商授权。

不过，迄今为止并未发现任何使用三级域名的个人.ad站点。

## 外部連結
- 安道尔公国商标办公室官方网站（页面存档备份，存于）（文）